# Masque du bûcheron goitreux

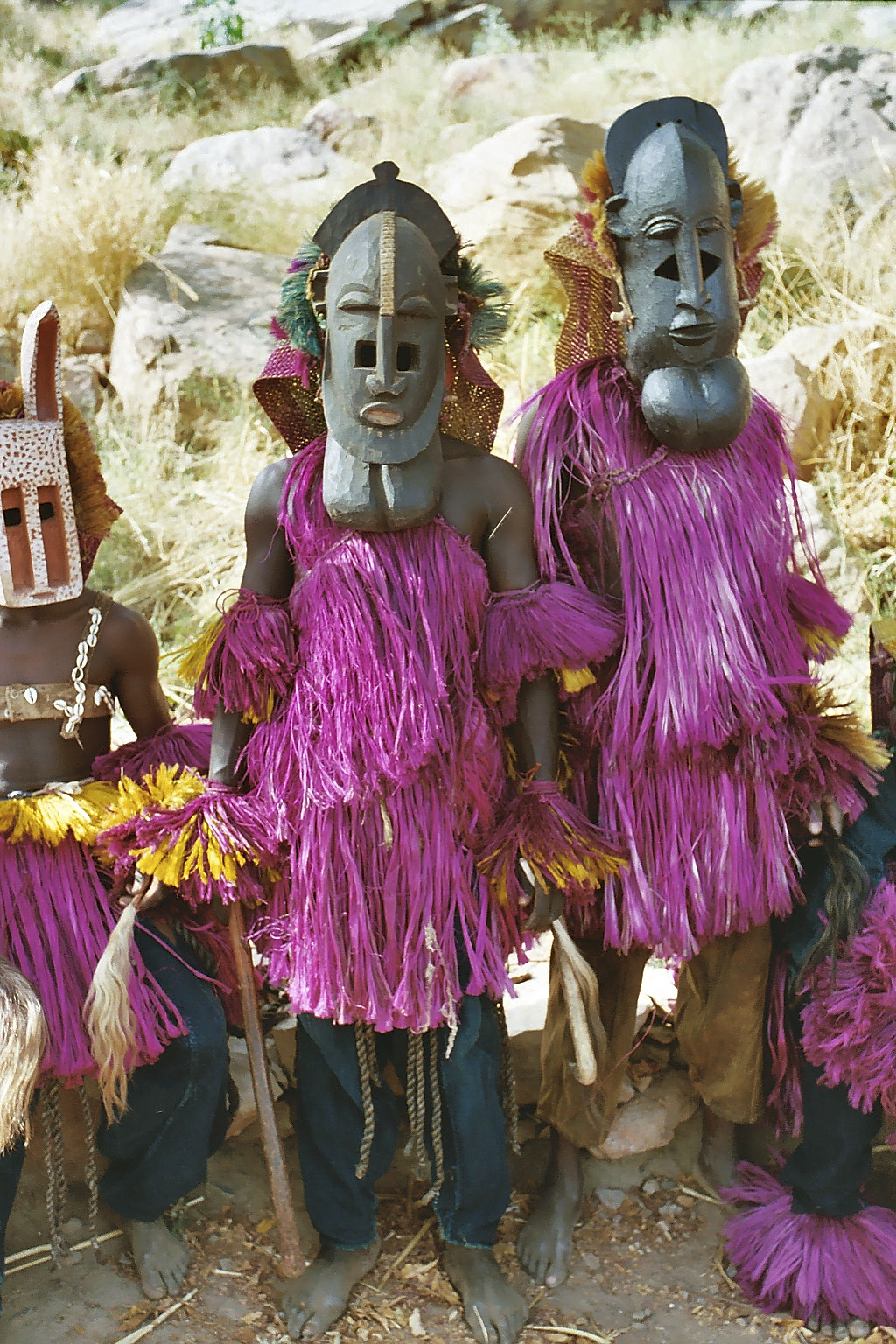

Le masque du bûcheron goitreux, est un masque facial du peuple dogon (Mali), utilisé traditionnellement par les membres de la société Awa, en particulier lors des cérémonies du culte des morts du dama (cérémonies du levée de deuil). 

## Symbolique
Le masque représente un personnage atteint d'un goitre, pathologie liée à une carence en iode.